# Anthony McElligott
Anthony Patrick McElligott (* 1955 in Slough) ist ein britischer Historiker.
Anthony McElligott studierte an den Universitäten Essex, Hamburg und Manchester. Der Bachelor folgte 1981 in Essex. Er wurde 1991 in Manchester promoviert (Ph.D.). Er war Senior Lecturer für Europäische Wirtschafts- und Sozialgeschichte am Humberside Polytechnic in Kingston upon Hull. Er lehrte als Dozent für Zeitgeschichte an der University of St Andrews. Im Jahr 2002 wurde er Gründungsprofessor und Lehrstuhlinhaber an der University of Limerick. Er ist Fellow der Royal Historical Society (seit 1999) und Mitglied der Royal Irish Academy (seit 2015). Limerick war Gastprofessor an den Universitäten Hamburg (1995/96) und Michigan. Im Jahr 2013 war er Visiting Distinguished Scholar in Taiwan. Im Frühjahr 2016 war er außerdem Gastprofessor an der Universität der Ägäis und im Juni 2017 war er Gastprofessor an der Centro Universitario Anglo Mexicano. Im akademischen Jahr 2018/19 war er Gastprofessor an der Humboldt-Universität zu Berlin. Seit 2020 ist er emeritiert.
McElligott ist ausgewiesener Spezialist für die Weimarer Republik. Er war 2009 Herausgeber eines Einführungsbandes zur Weimarer Zeit. Eingehend befasste er sich mit den letzten Jahren der preußischen Großstadt Altonas vor dem Groß-Hamburg-Gesetz und insbesondere mit dem Altonaer Blutsonntag. Er legte 1998 die erste umfassende Geschichte des politischen Lebens in Altona nach dem Ersten Weltkrieg vor. In den letzten Jahren arbeitete er hauptsächlich über den Holocaust.

## Schriften
Monographien
- The Last Transport: The Holocaust in the Eastern Aegean. Bloomsbury Academic, London 2024, ISBN 978-1-4742-2798-8.
- Rethinking the Weimarer Republik. Authority and Authoritarianism, 1916–1936. Bloomsbury Academic, London 2013, ISBN 978-1-84966-472-1.
- The German urban experience, 1900–1945. Modernity and crisis. Routledge, London 2001, ISBN 0-415-12114-0.
- Contested city, municipal politics and the rise of Nazism in Altona, 1917–1937. University of Michigan Press, Ann Arbor 1998, ISBN 0-472-10929-4.

Herausgeberschaften
- mit Jeffrey Herf: Antisemitism Before and Since the Holocaust: Altered Contexts and Recent Perspectives Palgrave, New York 2017, ISBN 978-3-319-48865-3.
- mit Liam Chambers, Catherine Lawless, Ciara Breathnach: Power in History. From Medieval Ireland to the Post-Modern World (= Historical Studies. Bd. 27). Irish Academic Press, Dublin 2011, ISBN 978-0-7165-3108-1.
- mit Klaus Weinhauer, Kirsten Heinsohn: Germany 1916–23. A Revolution in Context (= Histoire. Bd. 60). Transcript, Bielefeld 2015, ISBN 3-8376-2734-9.
- Weimar Germany. Oxford University Press, Oxford u. a. 2009, ISBN 0-19-928007-X.
- mit Tim Kirk: Working towards the Führer. Essays in honour of Sir Ian Kershaw. Manchester University Press, Manchester u. a. 2003, ISBN 0-7190-6733-2.
- mit Tim Kirk: Opposing Fascism: Community, Authority and Resistance in Europe. Cambridge University Press, Cambridge 1999, ISBN 978-0-521-48309-4.